# Adata - Tundja
Adata - Tundja este o arie protejată (arie de protecție specială avifaunistică — SPA) din Bulgaria întinsă pe o suprafață de 5.636,61 ha, integral pe uscat.

## Localizare
Centrul sitului Adata - Tundja este situat la coordonatele 42°34′30″N 26°24′36″E / 42.575°N 26.41°E.

## Înființare
Situl Adata - Tundja a fost declarat arie de protecție specială avifaunistică în martie 2007 pentru a proteja 71 de specii de animale.

## Biodiversitate
Situată în ecoregiunea continentală, aria protejată nu include niciun habitat protejat.
La baza desemnării sitului se află mai multe specii protejate de  păsări (71): uliu cu picioare scurte (Accipiter brevipes), uliu porumbar (Accipiter gentilis), uliu păsărar (Accipiter nisus), fluierar de munte (Actitis hypoleucos), pescăruș albastru (Alcedo atthis), rață pitică (Anas crecca), rață fluierătoare (Anas penelope), rață mare (Anas platyrhynchos), gârliță mare (Anser albifrons), gâscă cenușie (Anser anser), fâsă-de-câmp (Anthus campestris), acvilă de câmp (Aquila heliaca), acvilă țipătoare mică (Aquila pomarina), stârc cenușiu (Ardea cinerea), stârc galben (Ardeola ralloides), buhai de baltă (Botaurus stellaris), pasărea ogorului (Burhinus oedicnemus), șorecarul comun (Buteo buteo), șorecar mare (Buteo rufinus), ciocârlie-cu-degete-scurte (Calandrella brachydactyla), caprimulg (Caprimulgus europaeus),  prundaș gulerat mic (Charadrius dubius), barză albă (Ciconia ciconia), barză neagră (Ciconia nigra), erete de stuf (Circus aeruginosus), erete vânăt (Circus cyaneus), erete alb (Circus macrourus), erete cenușiu (Circus pygargus), dumbrăveancă (Coracias garrulus), lebădă de iarnă (Cygnus cygnus), lebădă de vară (Cygnus olor), ciocănitoarea de stejar (Dendrocopos medius), ciocănitoare de grădină (Dendrocopos syriacus), ciocănitoare neagră (Dryocopus martius), egretă albă (Egretta alba), șoim de iarnă (Falco columbarius), șoim călător (Falco peregrinus), șoimul rândunelelor (Falco subbuteo), vânturel roșu (Falco tinnunculus), vânturel de seară (Falco vespertinus), lișiță (Fulica atra), becațină comună (Gallinago gallinago), găinușă de baltă (Gallinula chloropus), acvilă pitică (Hieraaetus pennatus), Hippolais olivetorum, stârc pitic (Ixobrychus minutus), sfrâncioc roșiatic (Lanius collurio), sfrânciocul cu frunte neagră (Lanius minor), pescăruș argintiu (Larus cachinnans), pescăruș râzător (Larus ridibundus), ciocârlie de pădure (Lullula arborea), becațină mică (Lymnocryptes minimus), ferestraș mic (Mergus albellus), prigoare (Merops apiaster), gaia neagră (Milvus migrans), stârc de noapte (Nycticorax nycticorax), vultur pescar (Pandion haliaetus), pelican mare alb (Pelecanus onocrotalus), viespar (Pernis apivorus), cormoran mare (Phalacrocorax carbo), cormoran mic (Phalacrocorax pygmeus), ciocănitoare verzuie (Picus canus), corcodel mare (Podiceps cristatus), lăstun de mal (Riparia riparia), silvie porumbacă (Sylvia nisoria), corcodel mic (Tachybaptus ruficollis), călifar alb (Tadorna tadorna), fluierar de mlaștină (Tringa glareola), fluierarul de zăvoi (Tringa ochropus), fluierar de lac (Tringa stagnatilis), nagâț (Vanellus vanellus)
Pe lângă speciile protejate, pe teritoriul sitului au mai fost identificate 22 de specii de păsări.